# 저탄소 경제
저탄소 경제(Low-carbon economy, LCE) 또는 탈탄소 경제(decarbonised economy)는 낮은 수준의 온실 가스(GHG) 배출을 생성하는 에너지원을 기반으로 하는 경제이다. 인간 활동으로 인한 온실가스 배출은 20세기 중반 이후 관측된 기후 변화의 지배적인 원인이다. 온실 가스의 지속적인 배출은 전 세계적으로 오래 지속되는 변화를 일으켜 사람과 생태계에 심각하고 만연하며 돌이킬 수 없는 영향을 미칠 가능성을 높인다. 전 세계적으로 저탄소 경제로 전환하면 선진국과 개발도상국 모두에게 상당한 이점을 가져올 수 있다. 전 세계 많은 국가에서 저배출 개발 전략(LEDS)을 설계하고 구현하고 있다. 이러한 전략은 장기적인 온실 가스 배출량을 줄이고 기후 변화의 영향에 대한 탄력성을 높이면서 사회, 경제 및 환경 개발 목표를 달성하고자 한다.
따라서 전 세계적으로 실행되는 저탄소 경제는 보다 발전된 무탄소 경제의 전조로 제안된다. GeGaLo 지정학적 손익 지수는 전 세계가 재생 가능 에너지 자원으로 완전히 전환될 경우 156개국의 지정학적 위치가 어떻게 변할지 평가한다. 기존 화석연료 수출국은 힘을 잃을 것으로 예상되는 반면, 기존 화석연료 수입국과 재생 가능 에너지 자원이 풍부한 국가의 지위는 강화될 것으로 예상된다.

## 같이 보기
- 탄소 중립
- 배출권 거래제
- 환경경제학
- 글로벌녹색성장기구
- 지속 가능한 에너지